# Кос
36°51′ пн. ш. 27°14′ сх. д. / 36.850° пн. ш. 27.233° сх. д.

Кос (грец. Κως) — острів в Егейському морі, належить Греції. 2011 року на острові створено єдиний дом Кос. Адміністративний центр — місто Кос.

## Етимологія назви
Назва острова, можливо, походить від краба, що в античні часи зображали на монетах як емблему.

## Географія
Входить до групи островів Додеканес (Південні Споради). та є третім за величиною островом (40 на 8 кілометрів або 25 на 5 миль) після Родосу та Карпатосу. Берегова лінія острова складає 112 кілометрів (70 миль) і простягається із заходу на схід. Окрім головного міста та порту, який також називають Косом, головними селами острова Кос є Кардамена, Кефалос, Тінгакі, Антімахія, Мастіхарі, Мармарі та Пілі. Менші — Зія, Зіпарі, Платані, Лагуді та Асфендіу. За 4 кілометри на схід від острова розташований берег Туреччини, район курорту Бодрум.
Острів обслуговує Національний аеропорт острів Кос.

## Фортеці
На острові залишилась низка оборонних споруд, побудованих візантійцями та ченцями лицарського ордену госпітальєрів, які використовувались для захисту від османів. Більшість з них було значно пошкоджено землетрусом 1493 року.

### Коська фортеця (або Замок Нератція)

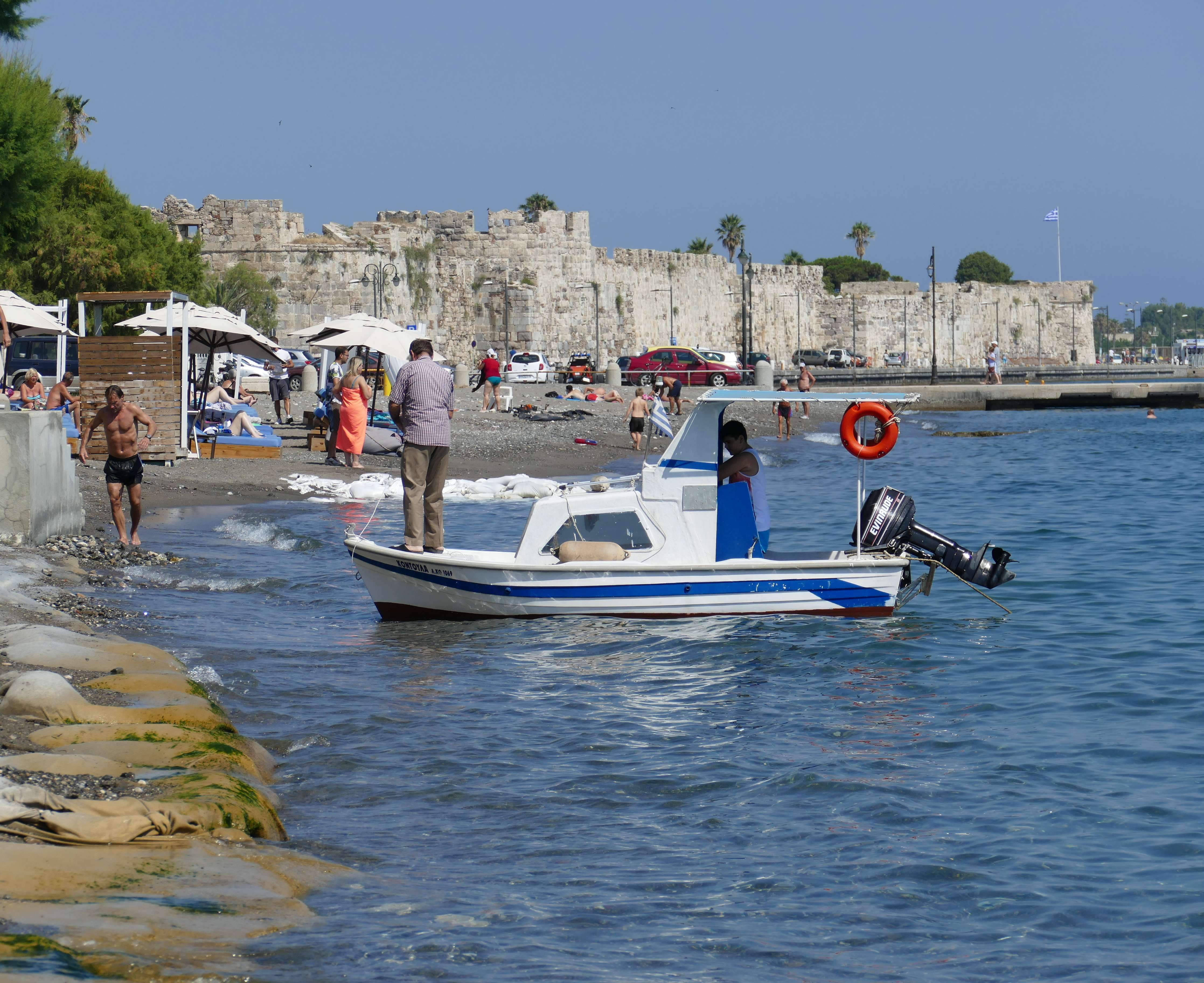
Коська фортеця

Замок Нератція, є найважливішою частиною укріплень, побудованих на острові тамплієрами в кінці XIV століття н. е. Він розташовувався на острові, відділеному від суходолу викопаним рвом, поруч з гаванню міста та дозволяв здійснювали контроль над стратегічними протоками між островом і Туреччиною. Будівництво внутрішніх мурів розпочав венеційський губернатор (можливо Х. Шлегельгольц) у 1436 р., а закінчив його спадкоємець у 1478 р. У зв'язку з постійними турецькими нападами замок вирішено було укріпити тож побудовано масивні зовнішні башти. Після захоплення замку османами в 1523 році його до XIX століття використовували як казарма турецького гарнізону та житло його командувача. При будівництві замку використовувались місцеве каміння (пористий камінь, зелений пористий камінь, м'який камінь та травертин, змішані з древніми шматками мармуру) та залишки античних споруд міста Кос.
Докладніше: Коська фортеця

### Фортеця Антимахії

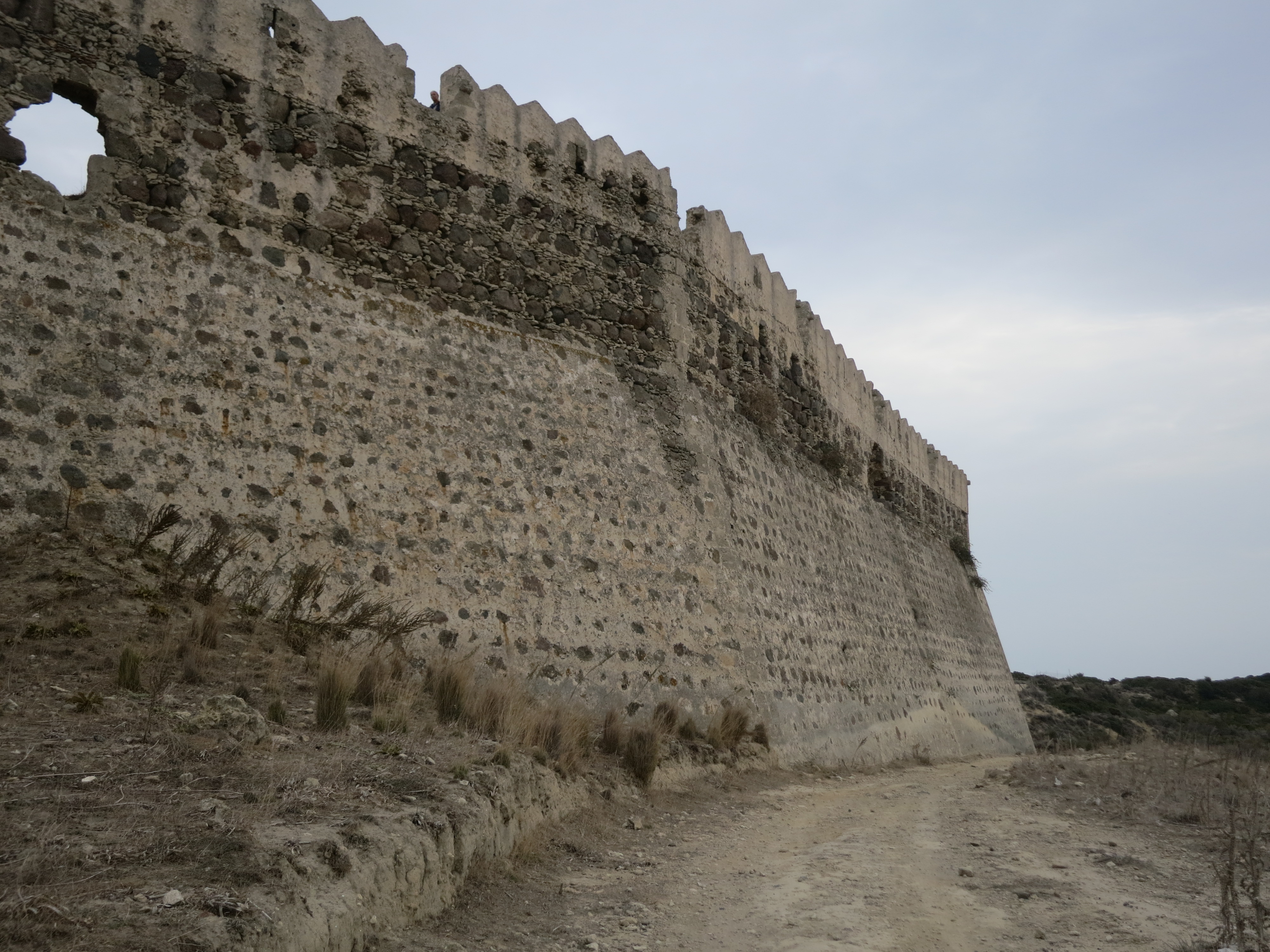
Фортеця Антімахії

Фортеця побудована на місці колишньої візантійської сторожової вежі в XIV столітті н. е. за правління Великого магістра лицарського чернечого ордену госпітальєрів Еліона де Вілльнева та розташовується посередині острова на плато поруч з селом Антімахія. Її місце розташування дозволяло контролювати південну частину острова, протоку між островом Кос і островом Нісірос, захищати сусідні населені пункти, такі як перша столиця острова Нератція та внутрішнє переміщення островаом з півночі на півлдень. Побудована з пошаровим використанням природніх великих каменів, скріплених вапновим розчином. Південна та східна частини фортеці побудована на скелі, а загалом вона повторює рельєф навколишньої місцевості. Довжина стін складає 970 метрів та вони мають глибокі косі амбразури та зубці. В фортеці також збереглися церква Святого Миколая XVI століття (збереглися фрески XV—XVI століть), Святої Параскеви 1705 р. та руїни церкви Панагія Елеімонітрія, а також руїни мечеті. Є низка цистерн для води, фундаменти окремих будинків.
Докладніше: Фортеця Антимахії

### Фортеця Пілі

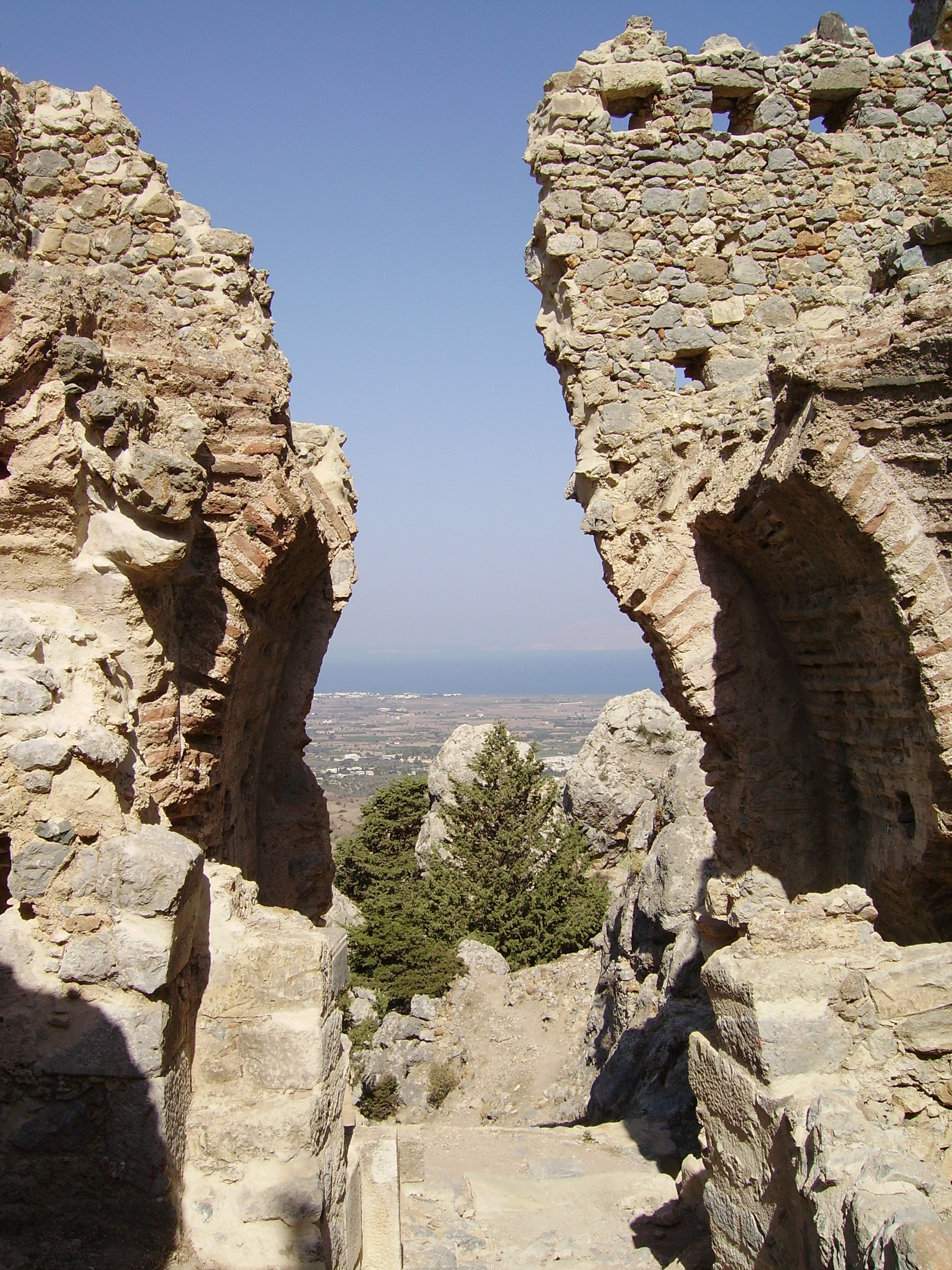
Вхід у фортецю Пілі

Фортеця Пілі розташован на вершині пагорба у гірській місцевості острова (західна частина гірського хребта Дікайо) поруч з сучасним селом Пілі. Її розташування далеко від моря у важкодоступній місцевості захищало від набігів піратів та вона слугувала прихистком для місцевих жителів у разі таких нападів. Побудована з вапняку та магматичних гірських порід з унікальним для Додеканезу використанням цегли. Фортеця має три рівні стін. Це найдавніша фортеця острова Кос і була заселена до початку 1830 року, коли її покинули через спалах холери.

### Фортеця Кефалос
В селі Кефалос на острові можна знайти залишки місцевої фортеці візантійської епохи (за різними даними 1271, 1420 роки), побудованого з невеликих каменів. У 1493 році замок майже повністю був зруйнований землетрусом. В 1505 році замок перестав виконувати оборонні функції.